# 巴拉巴韃靼人
巴拉巴韃靼人是西伯利亚鞑靼人中的一支。他们说鞑靼语东部方言。因分布在巴拉巴草原，被称为巴拉宾斯克鞑靼人。他们曾被准噶尔与俄国勒索而上缴毛皮税。
1990年，全族大约有150000人。